# Sascachevão
Sascachevão (em inglês: Saskatchewan) é uma das dez províncias do Canadá, parte das províncias das pradarias, está localizada no centro-oeste do Canadá, e é a única província sem fronteiras naturais. Tem uma área total de 651 900 quilômetros quadrados, quase 10% do território é coberto por água doce, composta principalmente de rios, e reservatórios, juntamente com os 100 mil lagos da província.
Sua área é limitada a oeste por Alberta, a norte pelos Territórios do Noroeste, a leste por Manitoba, a nordeste por Nunavut, e a sul pelos estados americanos de Montana e Dakota do Norte. No final de 2017, a população de Sascachevão era estimada em 1 163 925 de habitantes. Os residentes vivem principalmente na metade sul da província, enquanto a metade norte é predominantemente florestada e pouco povoada. Do total da população, cerca de metade vive na maior cidade da província, Saskatoon, ou na capital da província, Regina. Outras cidades notáveis incluem Prince Albert, Moose Jaw, Yorkton, Swift Current, North Battleford, e a cidade da Lloydminster que se encontra entre Alberta e Saskatchewan.
Sascachevão é uma província sem litoral, com grandes distâncias até corpos de água. Como resultado, seu clima é predominantemente continental, gerando invernos bastante rigorosos e grande amplitude térmica em toda a província. As áreas do sul têm verões que variam de brevemente aquecidos a quentes. As cidades de Midale e Yellow Grass, perto da fronteira com os Estados Unidos, estão ligadas às temperaturas mais altas já registradas no Canadá, com ambos os locais registrando cerca de 45 °C em julho de 1937. No inverno, durante as ondas de frio extremo, temperaturas negativas em torno de −45 °C são possíveis, mesmo no sul da província.
Sascachevão foi habitado há milhares de anos por vários grupos indígenas e explorado por europeus pela primeira vez em 1690, tornando-se uma província em 1905, quando foi separado dos vastos Territórios do Noroeste, que até então incluíam a maioria das pradarias canadenses. No início do século XX, Sascachevão tornou-se conhecido como uma fortaleza para o socialismo democrático canadense, e o primeiro governo socialdemocrata da América do Norte foi eleito em 1944. A economia da província é baseada na agricultura, na mineração e no setor de energia.
O ex-tenente-governador, Thomas Molloy, faleceu durante o cargo em 2 de julho de 2019. Em 17 de julho de 2019, o governo federal anunciou a nomeação de Russell Mirasty, ex-comissário assistente da Real Polícia Montada do Canadá, como o novo tenente-governador. O atual primeiro-ministro da província é Scott Moe.
Em 1992, os governos federais e provinciais do Canadá assinaram um acordo histórico de reivindicação de terras com as Primeiras Nações em Sascachevão. As primeiras nações receberam compensação e foram autorizadas a comprar terras no mercado aberto para as tribos, eles adquiriram cerca de 3 079 quilômetros quadrados, e hoje estes espaços são terras de reserva. Algumas das Primeiras Nações têm usado seu assentamento para investir em áreas urbanas, incluindo Saskatoon.

## Etimologia
O nome da província origina-se do rio Sascachevão, que foi assim nomeado pela tribo nativo americana Cree (parte da família nativa americana dos algonquinos), que significa "rio que corre velozmente".

## História

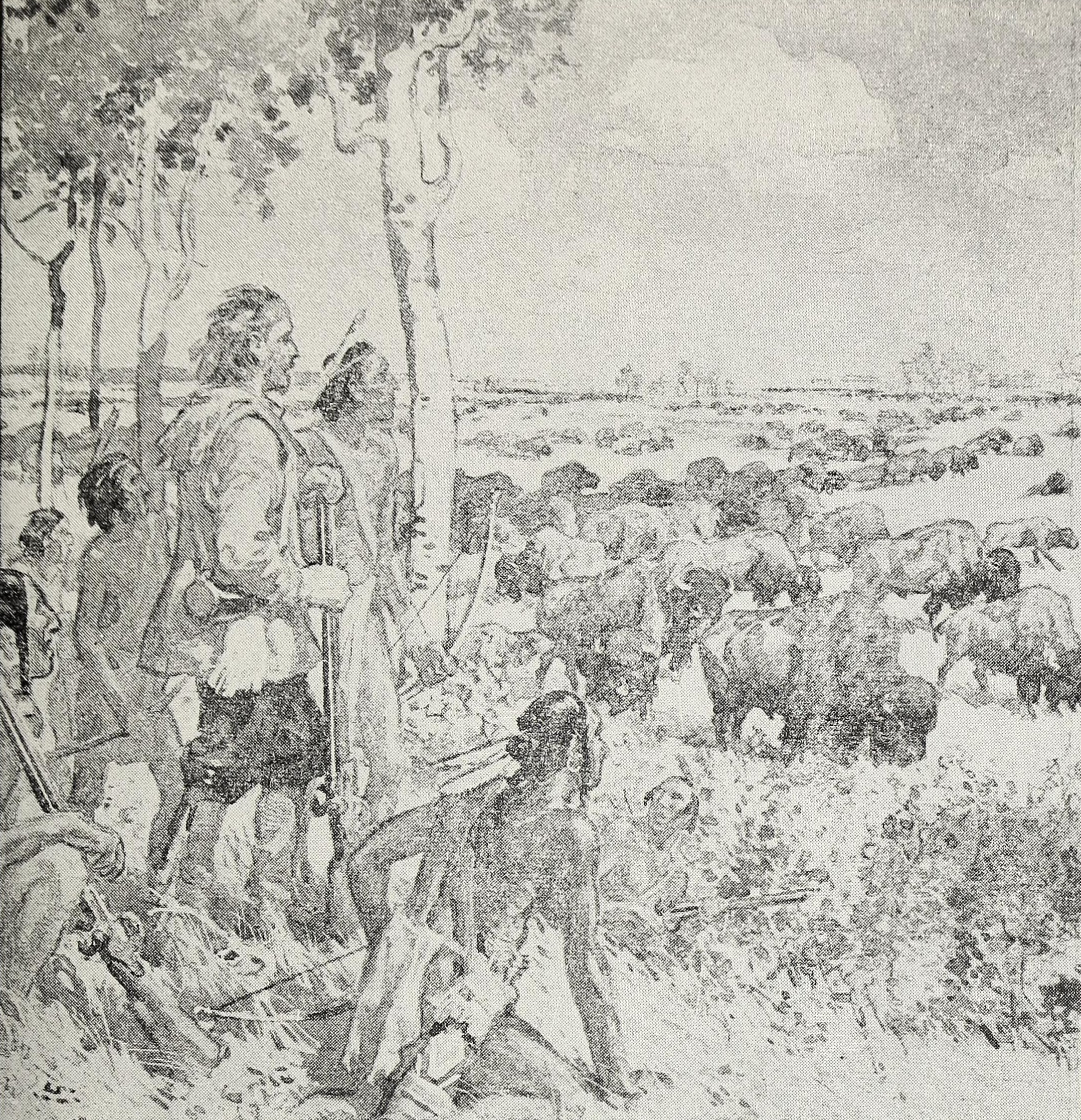
Imagem onde Henry Kelsey vê um rebanho de bisontes nas planícies do oeste.

Sascachevão foi povoada por vários povos indígenas da América do Norte. O primeiro europeu a chegar às terras onde hoje está Sascachevão foi Henry Kelsey em 1690, ele viajou pelo rio Sascachevão na esperança de trocar produtos com os povos indígenas da região. Já o primeiro assentamento europeu permanente na região, foi um posto da Companhia da Baía de Hudson fundado em 1774 por Samuel Hearne. A partir de 1762, o sul de Sascachevão fez parte da Luisiana espanhola até 1802.
Em 1803, a Luisiana foi transferida da França para os Estados Unidos, incluindo parte do que hoje é Alberta e Sascachevão. Em 1818, os Estados Unidos cederam a área à Grã-Bretanha. A maior parte do que hoje é Sascachevão era parte da Terra de Rupert, que era controlada pela Companhia da Baía de Hudson, que por sua vez reivindicava direitos sobre todas as bacias hidrográficas da Baía de Hudson, incluindo os sistemas dos rios Sascachevão, Churchill, Assiniboine, Souris e Qu'Appelle.
No final da década de 1850 e início da década de 1860, as expedições científicas lideradas por John Palliser e Henry Youle Hind exploraram a região das pradarias da província.

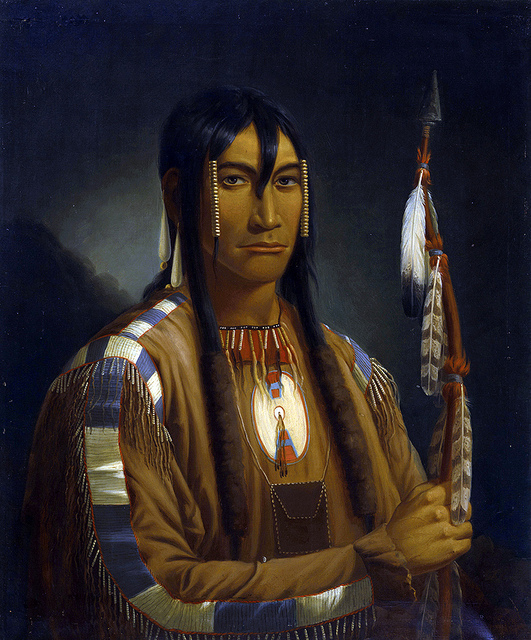
Pintura de um guerreiro Cree, de Paul Kane.

Em 1870, o Canadá adquiriu os territórios da Companhia da Baía de Hudson e formou os Territórios do Noroeste para administrar o vasto território entre a Colúmbia Britânica e Manitoba. O governo também entrou em uma série de tratados feitos com os povos indígenas da região, que serviram de base para a relação entre as Primeiras Nações, como são chamadas hoje, e o país. Desde o final do século XX, as perdas e iniquidades de terra, como resultado desses tratados, têm sido objetos de negociação para o acordo entre as Primeiras Nações de Sascachevão e o governo federal, em colaboração com os governos provinciais.
Em 1876, após a derrota das forças do Exército dos Estados Unidos na Batalha de Little Bighorn, no Território de Montana nos Estados Unidos, o líder da primeira nação Lakota, Sitting Bull, levou vários milhares de seu povo para a Montanha Wood. Sobreviventes e descendentes desse povo fundaram a Wood Mountain Reserve em 1914.
A Polícia Montada do Noroeste estabeleceu vários postos e fortes em toda a região de Sascachevão, incluindo o Forte Walsh nas Montanhas Cypress e o Wood Mountain Post no centro-sul de Sascachevão, perto da fronteira com os Estados Unidos.

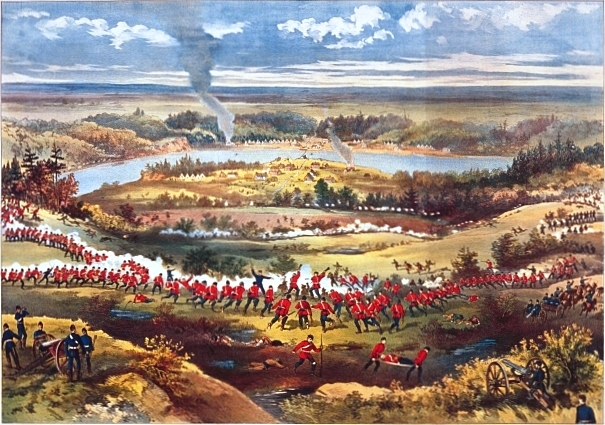
A Batalha de Batoche, 1885.

Muitos aborígenes da primeira nação dos Métis, que não haviam sido signatários de um tratado, mudaram-se para Southbranch e para o distrito de Prince Albert, ao norte de Saskatoon, após a Rebelião de Red River em Manitoba, em 1870. No início da década de 1880, o governo canadense recusou-se a ouvir as queixas dos Métis, decorrentes de problemas com o uso da terra. Finalmente, em 1885, os Métis, liderados por Louis Riel, iniciaram a Rebelião do Noroeste e declararam um governo provisório. Eles foram derrotados por uma milícia canadense trazida para as pradarias canadenses através da Canadian Pacific Railway. Riel, que se rendeu, foi condenado por traição em um tribunal de Regina, e foi enforcado em 16 de novembro de 1885. Desde então, o governo passou a reconhecer os Métis como um povo aborígine com direitos de status e lhes proporcionou vários benefícios.

### Assentamentos europeus
A política nacional definida pelo governo federal, a Canadian Pacific Railway, a Companhia da Baía de Hudson e as empresas associadas à terra incentivaram a imigração. O Dominion Lands Act de 1872 permitiu que os colonos adquirissem um quarto de milha quadrada de terra para a propriedade e oferecessem um trimestre adicional ao estabelecer uma propriedade rural. Em 1874, a Polícia Montada do Noroeste começou a fornecer serviços policiais. Em 1876, o North-West Territories Act (Lei dos Territórios do Noroeste) previa a nomeação, por Ottawa, de um vice-governador e um conselho para ajudá-la.
Campanhas publicitárias altamente otimistas promoviam os benefícios da vida na pradaria. Imigrantes em potencial liam folhetos informativos que pintavam o Canadá como um verdadeiro Jardim do Éden e subestimavam a necessidade de conhecimento agrícola. Anúncios no Nor'-West Farmer pelo Comissário da imigração implicavam que a terra ocidental era abençoada com água, madeira, ouro, prata, ferro, cobre e carvão barato como combustível, todos prontamente disponíveis. A realidade era muito mais dura, especialmente para os primeiros imigrantes, que moravam em casas de campo. No entanto, o dinheiro do oriente entrou em ação e, em 1913, empréstimos hipotecários de longo prazo para agricultores de Saskatchewan haviam atingido $ 65 milhões.
Os grupos dominantes compreendiam colonos britânicos do leste do Canadá e da Grã-Bretanha, que correspondiam a cerca de metade da população do local durante o final do século XIX e início do século XX. Eles desempenharam o principal papel no estabelecimento de um governo, de instituições básicas da sociedade e da constituição da economia das pradarias canadenses.
Os papéis de gênero eram claramente definidos. Os homens eram os principais responsáveis por cavar a terra; pelo plantio e colheita; pela construção das casa; por realizar compras, operação e reparação de máquinas; e lidar com as finanças. No início, havia muitos homens solteiros na pradaria, ou maridos cujas esposas ainda estava no leste, e tinham muita dificuldade sozinhos. Eles perceberam a necessidade de uma esposa e uma família. Em 1901, havia 19 200 famílias, mas esse número aumentou para 150 300 famílias apenas quinze anos depois. As mulheres desempenharam um papel central na constituição dos assentamentos na região das pradarias. Seu trabalho, habilidades e capacidade de adaptação ao novo ambiente hostil se mostraram decisivos para enfrentar os desafios. Elas prepararam bannock (um tipo de pão, normalmente sem fermento e típico da Escócia e do norte da Inglaterra), feijão e bacon, consertavam roupas, criavam as crianças, limpavam e cuidavam dos jardins, ajudavam na época da colheita e cuidavam da saúde de todos nos assentamentos. Embora as atitudes patriarcais, a legislação e os princípios econômicos prevalecentes obscurecessem as contribuições das mulheres, a flexibilidade exibida pelas mulheres da fazenda na realização de trabalho produtivo e não produtivo era fundamental para a sobrevivência das propriedades familiares e, portanto, para o sucesso da economia do trigo.
A imigração chegou ao auge em 1910 e, apesar das dificuldades iniciais da vida na fronteira (distância entre as cidades, casas de campo e trabalho árduo), os novos colonos estabeleceram um estilo euro-canadense de sociedade agrária próspera.

### Século XX
Em 1 de setembro de 1905, Saskatchewan tornou-se uma província, com o dia da posse realizado em 4 de setembro. Seus líderes políticos na época proclamaram que seu destino era se tornar a província mais poderosa do Canadá. Saskatchewan iniciou um ambicioso programa parar construir a província baseando-se na cultura anglo-canadense e na produção de trigo para o mercado de exportação. A população quintuplicou de 91 mil em 1901 para 492 mil em 1911, graças à forte imigração de agricultores da Ucrânia, Estados Unidos, Alemanha e Escandinávia. Esforços foram feitos para assimilar os recém-chegados à cultura e valores britânico-canadenses.
A prosperidade a longo prazo da província dependia do preço mundial do grão, que subiu constantemente desde a década de 1880 até 1920, mas depois despencou. A produção de trigo foi aumentada quando adicionou-se novas variedades do grão, como a variedade "Marquis wheat", que amadurecia oito dias mais cedo e produzia mais sete bushels por acre do que a variação usada anteriormente, a "Red Fife". A produção nacional de trigo subiu de oito milhões de bushels em 1896 para 26 milhões em 1901, chegando a 151 milhões em 1921.
Nas eleições provinciais de 1905, os liberais ganharam dezesseis das vinte e cinco cadeiras em Saskatchewan. O novo governo de Saskatchewan comprou a Bell Telephone Company em 1909, com o governo com a posse das linhas de longa distância, isso organizou o serviço local para pequenas empresas no nível municipal. O primeiro-ministro Walter Scott preferiu a assistência governamental à propriedade direta, porque achava que as empresas funcionariam melhor se os cidadãos tivessem interesse em administrá-las; ele montou a Companhia Cooperativa de Elevadores de Saskatchewan em 1911. Apesar da pressão dos grupos agrícolas pelo envolvimento direto do governo no negócio de manuseio de grãos, o governo de Scott optou por emprestar dinheiro a uma empresa de elevadores de propriedade de fazendeiros. Saskatchewan, em 1909, forneceu garantias de fiança para as companhias ferroviárias na construção de ramais, aliviando as preocupações dos agricultores que tinham dificuldades em comercializar seu trigo por vagões. A Saskatchewan Grain Growers Association, foi a força política dominante na província até a década de 1920; tinha laços estreitos com o partido liberal do governo. Em 1913, a Associação de Criadores de Sementes de Saskatchewan foi estabelecida com três objetivos: zelar pela legislação; encaminhar os interesses dos produtores de maneira honrosa e legítima; e sugerir ao parlamento legislativo para atender às mudanças nas condições e exigências.
Os movimentos de reforma urbana em Regina foram baseados no apoio de grupos empresariais e profissionais. O planejamento urbano, a reforma do governo local e a propriedade municipal de serviços públicos foram mais amplamente apoiados por esses dois grupos, geralmente por meio de organizações como a Junta Comercial. Organizações relacionadas à igreja e outras organizações altruístas geralmente apoiavam o bem-estar social e as reformas habitacionais; esses grupos geralmente tiveram menos sucesso em conseguir que suas próprias reformas fossem promulgadas.
A província respondeu à Primeira Guerra Mundial em 1914 com entusiasmo patriótico e desfrutou de um boom econômico para fazendas e cidades. O apoio emocional e intelectual à guerra emergiu da política da identidade nacional canadense, do mito rural e do progressismo social do evangelho. A Igreja da Inglaterra era especialmente favorável. No entanto, houve forte hostilidade em relação aos agricultores germano-canadenses. Imigrantes ucranianos recentes na época eram considerados inimigos estrangeiros por causa de sua cidadania no Império Austro-Húngaro. Uma pequena fração foi levada para campos de internação. A maioria dos internados eram trabalhadores desempregados não qualificados que foram presos "porque eram desprovidos, não porque eram desleais".

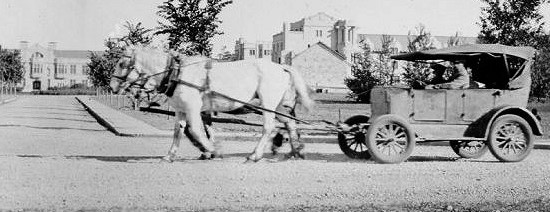
Bennett buggies, automóveis puxados por cavalos, foram usados durante a Grande Depressão por fazendeiros com pouco dinheiro para comprar gasolina.

O preço do trigo triplicou e a área plantada dobrou. O espírito de sacrifício durante a guerra intensificou os movimentos de reforma social que antecederam a guerra e agora se concretizaram. Saskatchewan deu às mulheres o direito de votar em 1916 e no final do mesmo ano, aprovou um referendo para proibir a venda de álcool.
No final da década de 1920, a Ku Klux Klan, originada nos Estados Unidos e em Ontário, ganhou uma breve popularidade nos círculos nativistas de Saskatchewan e Alberta. A Klan, brevemente aliada do Partido Conservador provincial por causa de sua aversão mútua pelo primeiro-ministro James G. Gardiner e seus liberais (que lutaram ferozmente contra a Klan), desfrutaram de cerca de dois anos de proeminência. A Klan declinou e desapareceu da região, sujeita a ampla oposição política e da mídia, além de escândalos internos envolvendo o uso dos fundos da organização.

### História recente
Em 1970, a primeira Canadian Western Agribition foi realizada em Regina. Esta feira de indústria agrícola, com sua forte ênfase na pecuária, é classificada como uma das cinco principais amostras de gado na América do Norte, juntamente com as feiras de Houston, Denver, Louisville e Toronto.
A província celebrou o 75º aniversário de sua fundação em 1980, com a Princesa Margaret, condessa de Snowdon, participando das cerimônias oficiais. Em 2005, vinte e cinco anos depois, sua irmã, a rainha Elizabeth II, participou dos eventos realizados para marcar o centenário de Saskatchewan.

Desde o final do século XX, as Primeiras Nações tornaram-se mais politicamente ativas na busca por justiça devido a iniquidades passadas, especialmente relacionadas à tomada de terras indígenas pelo governo. Os governos federal e provincial negociaram numerosas reivindicações de terras e desenvolveram um programa de "Tratado de Concessão de Terras", permitindo que as Primeiras Nações comprem terras com dinheiro de assentamentos de reivindicações, para serem levadas para reservas.
"Em 1992, os governos federal e provincial assinaram um acordo histórico de reivindicação de terras com as Primeiras Nações de Saskatchewan. Sob o Acordo, as Primeiras Nações receberam dinheiro para comprar terras no mercado aberto. Como resultado, cerca de 761 mil acres foram transformados em terra de reserva e muitas das Primeiras Nações continuam investindo seus dólares em áreas urbanas, incluindo Saskatoon. O dinheiro de tais assentamentos permitiu às Primeiras Nações investir em negócios e na sua própria infraestrutura econômica.

## Geografia

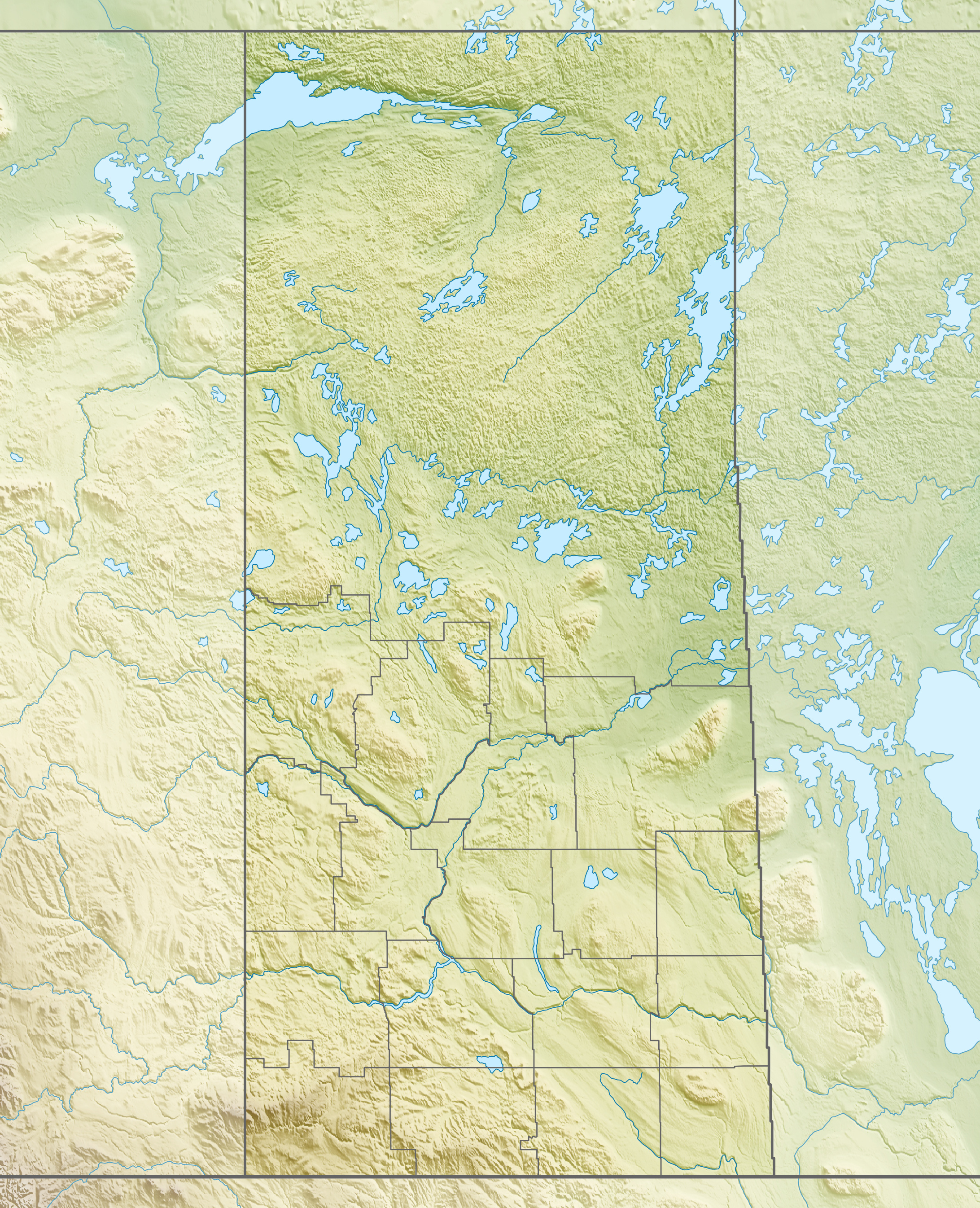
Mapa do relevo de Saskatchewan.

Como as fronteiras de Saskatchewan seguem largamente as coordenadas geográficas de longitude e latitude, a província é aproximadamente um quadrilátero. No entanto, os limites no paralelo 49 N e no paralelo 60 N, aparecem um pouco encurvados em muitos mapas. Além disso, o limite leste da província é parcialmente torto, em vez de seguir uma linha reta de longitude, já que as linhas de correção foram elaboradas por agrimensores antes do Dominion Lands Act (1880-1928).
Saskatchewan é parte das províncias ocidentais, e é limitada a oeste por Alberta, ao norte pelos Territórios do Noroeste, a nordeste por Nunavut, a leste por Manitoba, e ao sul pelos estados americanos de Montana e Dakota do Norte.
Saskatchewan tem a distinção de ser a única província canadense que não possui fronteira alguma corresponde a características geográficas físicas, ou seja, todas as fronteiras são definidas por paralelos e meridianos. Juntamente com Alberta, Saskatchewan é uma das duas únicas províncias sem litoral.
A esmagadora maioria da população de Saskatchewan está localizada na parte sul da província, ao sul do paralelo 53 N, enquanto o norte é escassamente povoado.
Saskatchewan está em duas grandes regiões naturais: no Escudo Canadiano ao norte e nas Planícies Interiores ao sul. O norte de Saskatchewan é coberto principalmente por florestas boreais, exceto pelas dunas de areia do Lago Athabasca, as maiores dunas de areia ativas do mundo, ao norte do paralelo 58 N, e dunas adjacentes à margem sul do lago Athabasca. O sul de Saskatchewan contém outra área com dunas de areia conhecida como "Great Sand Hills", cobrindo mais de trezentos quilômetros quadrados. As Colinas Cypress, localizadas no canto sudoeste de Saskatchewan e no Parque Nacional Grasslands, são áreas da província que foram derretidas durante o último período de glaciação, a glaciação de Wisconsin.
O ponto mais alto da província de Saskatchewan, com 1 392 metros (ou 4 567 pés) de altura, está localizado nas Colinas Cypress, a menos de dois quilômetros da fronteira provincial com Alberta. O ponto mais baixo é a margem do Lago Athabasca, com 213 metros (ou 699 pés). A província possui catorze grandes bacias de drenagem, formadas por vários rios e bacias hidrográficas que desaguam para o Oceano Ártico, para Baía de Hudson e para o Golfo do México.

### Clima
Saskatchewan recebe mais horas de sol do que qualquer outra parte do Canadá. A província fica longe de qualquer corpo significativo de água. Este fato, combinado com a sua alta latitude, lhe dá um verão quente, correspondente ao seu clima continental úmido (Dfb) na parte central e mais ao leste da província, mudando para um clima de estepe semiárido frio (BSk) na parte sudoeste e sul. A seca pode afetar áreas agrícolas durante longos períodos com pouca ou nenhuma precipitação. As partes do norte de Saskatchewan têm um clima subártico (Dfc) com uma temporada de verão mais curta. Os verões podem ficar muito quentes, às vezes acima de 38 °C durante o dia e com umidade decrescente de nordeste a sudoeste. Os ventos quentes do sul sopram das planícies e das regiões intermontanhas do oeste dos Estados Unidos durante grande parte de julho e agosto, mas as massas de ar calorosas, porém variáveis, geralmente ocorrem durante a primavera e setembro. Os invernos geralmente são muito frios, com o ar ártico frequente que desce do norte. com temperaturas não excedendo os –17 °C por semanas. Os ventos quentes que frequentemente sopram do oeste, trazem períodos de clima ameno. A precipitação anual é de 30 a 45 centímetros em toda a província, com a maior parte da chuva caindo em junho, julho e agosto.

Tipos climáticos de Saskatchewan.

Saskatchewan é uma das regiões onde mais ocorrem tornados no Canadá, com média de aproximadamente doze a dezoito tornados por ano, alguns violentos. Em 2012, trinta e três tornados foram reportados na província. Em junho de 1912, vinte e oito pessoas morreram em um furacão. Eventos graves e não graves de tempestade ocorrem em Saskatchewan anualmente, geralmente desde o início da primavera até o final do verão. Ventos fortes e tornados isolados são uma ocorrência comum na província.
Uma das temperaturas mais altas já registradas no Canadá foi na província de Saskatchewan, onde a temperatura atingiu 45 °C nas cidades de Midale e Yellow Grass em 1937, sendo a temperatura mais alta já registrada no país até esse recorde ser ultrapassado em junho de 2021, pela vila de Lytton na Colúmbia Britânica, que registrou uma temperatura de 49,5 ºC.
A temperatura mais baixa já registrada na província foi de –56,7 °C em Prince Albert, que fica ao norte de Saskatoon.
| Cidade           | Julho   | Julho   | Janeiro | Janeiro |
| Cidade           | Mínimas | Máximas | Mínimas | Máximas |
| ---------------- | ------- | ------- | ------- | ------- |
| Maple Creek      | 11 °C   | 27 °C   | −16 °C  | −5 °C   |
| Estevan          | 13 °C   | 27 °C   | −20 °C  | −9 °C   |
| Weyburn          | 12 °C   | 26 °C   | −21 °C  | −10 °C  |
| Moose Jaw        | 12 °C   | 26 °C   | −19 °C  | −8 °C   |
| Regina           | 11 °C   | 26 °C   | −22 °C  | −10 °C  |
| Saskatoon        | 11 °C   | 25 °C   | −22 °C  | −12 °C  |
| Melville         | 11 °C   | 25 °C   | −23 °C  | −12 °C  |
| Swift Current    | 11 °C   | 25 °C   | −17 °C  | −7 °C   |
| Humboldt         | 11 °C   | 24 °C   | −23 °C  | −12 °C  |
| Melfort          | 11 °C   | 24 °C   | −23 °C  | −14 °C  |
| North Battleford | 11 °C   | 24 °C   | −22 °C  | −12 °C  |
| Yorkton          | 11 °C   | 24 °C   | −23 °C  | −13 °C  |
| Lloydminster     | 11 °C   | 23 °C   | −19 °C  | −10 °C  |
| Prince Albert    | 11 °C   | 24 °C   | −25 °C  | −13 °C  |

## Ecologia

### Fauna

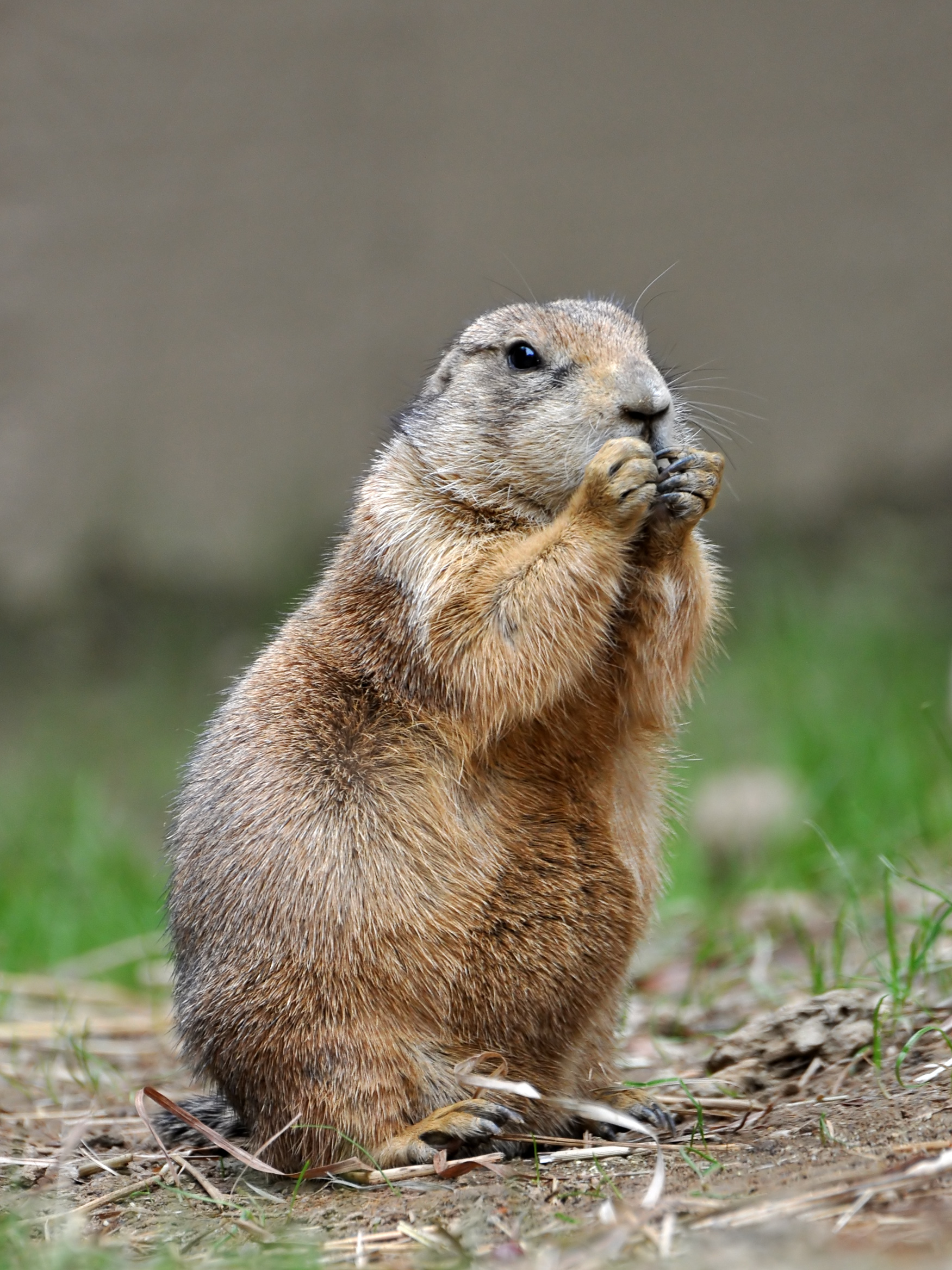
O cão-da-pradaria é comum na região das pradarias canadenses.

A fauna de Saskatchewan inclui diversas espécies terrestres e animais aquáticos. Da multiplicidade de invertebrados e vertebrados, dois foram escolhidos como símbolos de Saskatchewan. Fósseis de vertebrados cenozoicos revelam a evolução geológica das planícies interiores e sua biogeografia pré-histórica. Hoje, os ecossistemas de Saskatchewan vão desde a tundra subártica do Escudo Canadense no norte de Saskatchewan até o parque Aspen, florestas canadenses do meio continental no centro da província e pradaria campestre. A fauna habita áreas únicas para sua própria criação específica e variada, necessidades de forrageamento e nidificação. Com uma grande área de terra e água e pequena densidade populacional, as ecorregiões de Saskatchewan fornecem um habitat importante para muitos animais, tanto em risco de extinção quanto não.

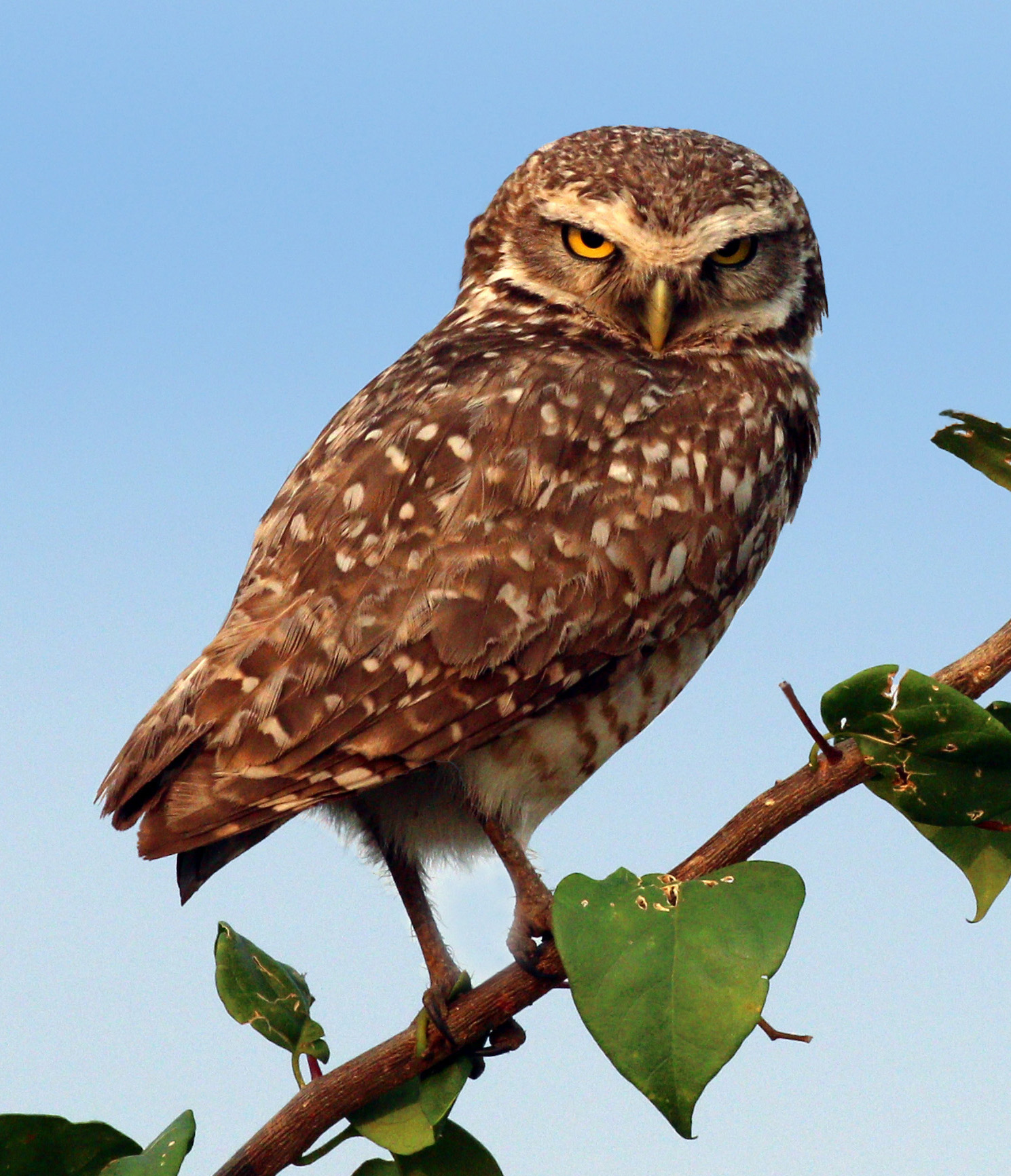
Coruja-buraqueira

Os naturalistas que observam a vida silvestre têm observado se as populações de animais silvestres estão encolhendo e crescendo. Eles defendem programas e métodos para preservar ou reintroduzir espécies ameaçadas e identificar programas de controle para surtos de populações de animais selvagens. Uma ampla diversidade de habitats de vida selvagem é preservada como parques e reservas que protegem os locais de alimentação e reprodução da fauna protegida e também dos indígenas de Saskatchewan.
Algumas espécies de mamíferos em Saskatchewan incluem: cão-da-pradaria, urso-negro, bisão, rena, alce, Lasiurus cinereus, glutão, marta-americana, lobo-ocidental, raposa-vermelha, raposa-veloz, raposa-do-ártico, vison-americano, lebre-americana, ratazana-de-dorso-ruivo, lince-canadense, castor-canadense, rato-almiscarado, veado-de-cauda-branca, veado-mula, Eptesicus fuscus, Lasionycteris noctivagans, esquilo-voador, lontra-americana, marta-pescadora, musaranho, texugo-americano, coiote e doninha-de-patas-pretas.
Entre os pássaros é possível encontrar espécies como: pelicano-branco, pardal-montês, galo-canadense, lagópode-escocês, grou-canadiano, maçarico-grande-de-perna-amarela, águia-real, ganso-canadense, mobelha-grande, corvo-comum, merganso-de-poupa, coruja-buraqueira e muitas outras espécies.
Entre anfíbios e répteis há espécies como: Thamnophis sirtalis, Chelydra serpentina, Crotalus viridis, Chrysemys picta, rã-leopardo, Lithobates pipiens e Pseudacris.
Nos rios e lagos de Saskatchewan espécies de peixe como: truta-do-lago, esturjão-do-lago, truta-arco-íris, Salvelinus fontinalis, Siluriformes, carpa e várias outras podem ser encontradas.

### Flora

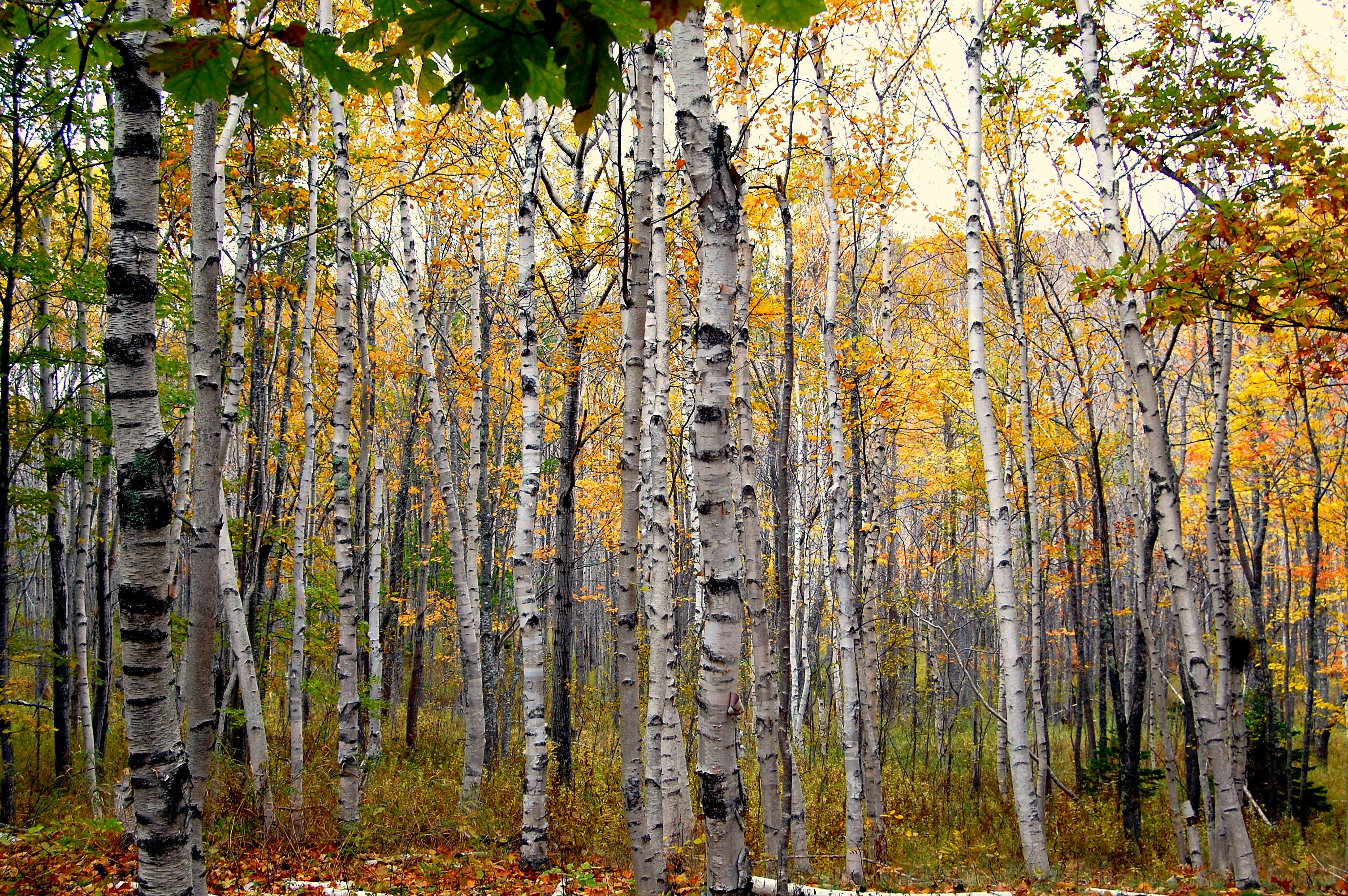
A bétula-papífera é a árvore símbolo de Saskatchewan.

A flora nativa de Saskatchewan inclui plantas vasculares, além de espécies adicionais de outras plantas e organismos semelhantes a plantas, como algas, líquens e outros fungos e musgos. As espécies não nativas de plantas são registradas como estabelecidas fora do cultivo em Saskatchewan, sendo que algumas espécies não-nativas permanecem benéficas para a jardinagem e a agricultura, onde outras se tornaram invasoras, ervas daninhas nocivas. A província de Saskatchewan está empenhada em proteger espécies em risco no Canadá. A estação de crescimento foi estudada e classificada em zonas de resistência de plantas, dependendo da duração da estação de crescimento e das condições climáticas. Fatores biogeográficos também foram divididos em zonas vegetativas, reinos florísticos, zonas de resistência e ecorregiões em Saskatchewan, e a vegetação natural varia dependendo da altitude, umidade, tipos de solo e clima. O estudo da etnobotânica revela a inter-relação entre humanos e plantas e as várias maneiras pelas quais as pessoas usaram plantas por razões econômicas, alimentos, medicamentos e desenvolvimentos tecnológicos. O governo de Saskatchewan declarou três plantas como símbolos provinciais.
Nas florestas de Saskatchewan é possível encontrar pinheiros (pinheiro-manso, pinheiro vermelho, pinheiro branco oriental), abetos (abeto branco, abeto negro), abetos de bálsamo, lariços, populus (álamo tremulante, álamo bálsamo), bétulas (bétula branca, bétula do pântano, bétula-papífera), pequenas bolsas de cedro branco oriental e muitas outras espécies.

## Demografia
Etnias de Saskatchewan em 2016.

### Etnias
De acordo com o censo canadense de 2011, o maior grupo étnico de Saskatchewan são os alemães (28,6%), seguidos pelos ingleses (24,9%), escoceses (18,9%), canadenses (18,8%), irlandeses (15,5%), ucranianos (13,5%), franceses (12,2%), indígenas (12,1%), noruegueses (6,9%) e poloneses (5,8%).

### Línguas
Línguas de Saskatchewan (2016):
De acordo com o censo canadense de 2016, 82,4% da população de Saskatchewan falava o inglês, 1,4% falava francês, 14,5% falava outras línguas e cerca 1,7% falava dois ou múltiplos idiomas.

### Religião
As maiores denominações por número de adeptos, de acordo com o censo de 2001, foram a Igreja Católica Romana com 286 815 (30%); a Igreja Unida do Canadá, com 187 450 (20%); a Igreja Protestante Luterana no Canadá com 78 520 (8%), e 148 535 (15,4%) responderam que não possuem religião.

### População histórica
| Ano                                        | População | Mudança em 5 anos (%) | Mudança em 10 anos (%) | Posição entre as províncias |
| ------------------------------------------ | --------- | --------------------- | ---------------------- | --------------------------- |
| 1901                                       | 91 279    | Estável               | Estável                | 8                           |
| 1911                                       | 492 432   | Estável               | 439,5                  | 3                           |
| 1921                                       | 757 510   | Estável               | 53,8                   | 3                           |
| 1931                                       | 921 785   | Estável               | 21,7                   | 3                           |
| 1941                                       | 895 992   | Estável               | 2,8                    | 3                           |
| 1951                                       | 831 728   | Estável               | 7,2                    | 5                           |
| 1956                                       | 880 665   | 5,9                   | Estável                | 5                           |
| 1961                                       | 925 181   | 5,1                   | 11,2                   | 5                           |
| 1966                                       | 955 344   | 3,3                   | 8,5                    | 6                           |
| 1971                                       | 926 242   | 3,0                   | 0,1                    | 6                           |
| 1976                                       | 921 325   | 0,5                   | 3,6                    | 6                           |
| 1981                                       | 968 313   | 5,1                   | 4,5                    | 6                           |
| 1986                                       | 1 009 613 | 4,3                   | 9,6                    | 6                           |
| 1991                                       | 988 928   | 2,0                   | 2,1                    | 6                           |
| 1996                                       | 976 615   | 1,2                   | 3,3                    | 6                           |
| 2001                                       | 978 933   | 0,2                   | 1,0                    | 6                           |
| 2006                                       | 985 386   | 0,7                   | 0,9                    | 6                           |
| 2011                                       | 1 053 960 | 7,0                   | 7,6                    | 6                           |
| 2016                                       | 1 098 352 | 6,3                   | 11,4                   | 6                           |
| Fonte: Statistics Canada e Wayback Machine |           |                       |                        |                             |

### Divisões censitárias
A Statistics Canada divide a província de Saskatchewan em dezoito divisões censitárias para uma melhor organização do censo na província. A Divisão N.º 11, onde está Saskatoon, possui uma população de mais de 250 mil pessoas, o que a torna a mais populosa das dezoito divisões de Saskatchewan. Outras divisões importantes, incluem a Divisão N.º 6, onde está Regina, a capital da província, e Divisão N.º 15 que abrange a cidade de Prince Albert, a terceira maior cidade de Saskatchewan.

### Municípios
A província tem dezesseis cidades, incluindo Lloydminster, que atravessa a fronteira provincial com Alberta, mas não inclui Flin Flon, que atravessa a fronteira provincial com Manitoba. Não incluindo Flin Flon, as cidades de Saskatchewan tinham uma população cumulativa de 595 707 e uma população média de 37 232 habitantes no censo de 2011. As maiores e menores cidades de Saskatchewan são Saskatoon e Melville, com populações de 222 189 e 4 546, respectivamente.
| Cidade           | Ano     | Ano     | Ano     | Ano     |
| Cidade           | 2001    | 2006    | 2011    | 2016    |
| ---------------- | ------- | ------- | ------- | ------- |
| Saskatoon        | 196 861 | 202 340 | 222 189 | 246 376 |
| Regina           | 178 225 | 179 246 | 193 100 | 215 106 |
| Prince Albert    | 34 291  | 34 138  | 35 129  | 35 926  |
| Moose Jaw        | 32 131  | 32 132  | 33 274  | 33 890  |
| Swift Current    | 14 821  | 14 946  | 15 503  | 16 604  |
| Yorkton          | 15 107  | 15 038  | 15 669  | 16 343  |
| North Battleford | 13 692  | 13 190  | 13 888  | 14 315  |
| Estevan          | 10 242  | 10 084  | 11 054  | 11 483  |
| Warman           | 3 481   | 4 764   | 7 104   | 11 020  |
| Weyburn          | 9 534   | 9 433   | 10 484  | 10 870  |

Esta lista não inclui a cidade de Lloydminster, que tem uma população total de 31 410 habitantes, pois essa cidade não está inteiramente no território de Saskatchewan, e sim na fronteira com Alberta. Em 2016, 11 765 pessoas de LIoydminster viviam no lado do território de Saskatchewan, o que o tornaria o oitavo maior município da província. Todas as comunidades listadas são categorizadas como cidade pela província; os municípios da província com uma população de cinco mil ou mais podem solicitar o status oficial de cidade.

Vista de Saskatoon e do Rio Saskatchewan no inverno.

## Economia

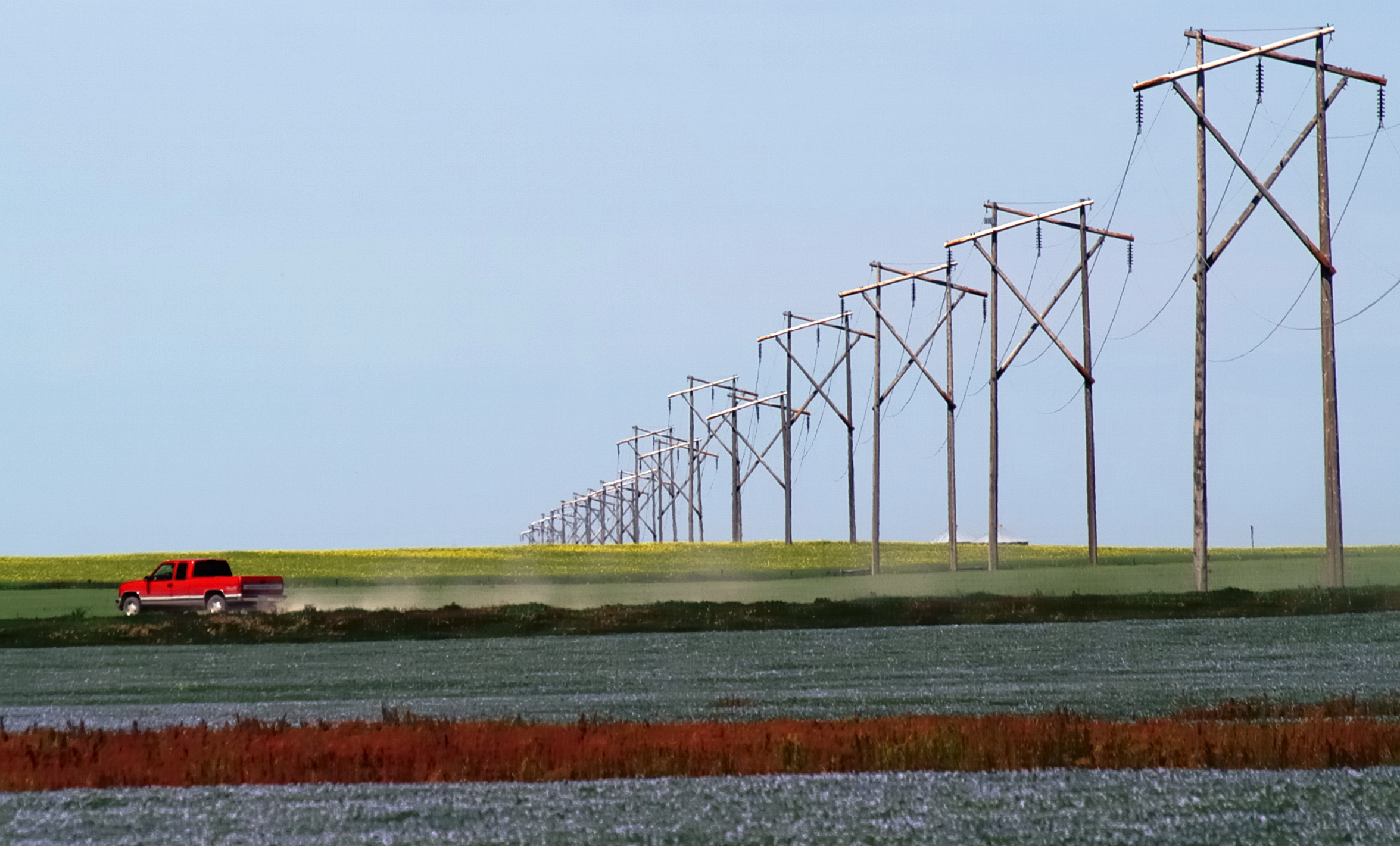
Campos de canola e linho na pradaria de Saskatchewan.

Historicamente, a economia de Saskatchewan esteve principalmente associada à agricultura. No entanto, o aumento da diversificação fez com que a agricultura, a silvicultura, a pesca e a caça passassem a representar apenas 6,8% do Produto Interno Bruto (PIB) da província. Em Saskatchewan cresce uma grande porção dos grãos do Canadá. O trigo é a cultura mais comum e a mais frequentemente associada à província, mas outros grãos como a canola, linho, centeio, aveia, ervilha, lentilha, semente de alpiste, e cevada também são produzidos. A província é o maior exportador mundial de sementes de mostarda. Sua produção de carna bovina no Canadá é superada apenas por Alberta. Na parte norte da província, a silvicultura é também uma indústria significativa.
A mineração é uma indústria importante na província, sendo Saskatchewan o maior exportador mundial de potássio e urânio.
A produção de petróleo e gás natural também é uma parte muito importante da economia de Saskatchewan, embora a indústria do petróleo seja maior. Entre as províncias canadenses, apenas Alberta supera Saskatchewan na produção de petróleo. O petróleo pesado é extraído nas áreas de Lloydminster, Kerrobert e Kindersley. Já o petróleo leve é encontrado nas áreas atuais de Kindersley e Swift, bem como nos campos de Weyburn e Estevan. O gás natural é encontrado quase inteiramente na parte ocidental de Saskatchewan, desde a área do Lago Primrose até as áreas de Lloydminster, Unity, Kindersley, Leader e em torno de Maple Creek.
O PIB de Saskatchewan em 2006 foi de aproximadamente C$ 45 922 bilhões, com os setores econômicos separados da seguinte maneira:
| Porcentagem do Setor | Setor                                   |
| -------------------- | --------------------------------------- |
| 17,1                 | Finanças, seguros, imóveis e locação    |
| 13,0                 | Mineração e petróleo                    |
| 11,9                 | Educação, saúde e serviços sociais      |
| 11,7                 | Comercio e varejo                       |
| 9,1                  | Transporte, comunicações e utilitários  |
| 7,7                  | Manufatura                              |
| 6,8                  | Agricultura, silvicultura, pesca e caça |
| 6,5                  | Serviços prestados às empresas          |
| 5,8                  | Serviços governamentais                 |
| 5,1                  | Construção                              |
| 5,3                  | Outros                                  |

### Finanças de Saskatchewan
| Ano fiscal                      | População1 | Dívida de Governo2 | Dívida da Coroa3 | Excedente orçamental | Balanço GFSF | Pers Inc Receita tributária | Corp Inc Receita tributária4 | Receita de PST5 | Receita de Recursos | Despesas com a saúde | Classificação de crédito6 |
| ------------------------------- | ---------- | ------------------ | ---------------- | -------------------- | ------------ | --------------------------- | ---------------------------- | --------------- | ------------------- | -------------------- | ------------------------- |
| 2015–2016                       | 1 134 402  | 4 798 562          | 7 589 001        | −1 520 000           | 0            | 2 537 349                   | 1 002 546                    | 1 288 921       | 1 761 265           | 5 109 545            | AAA (neg)                 |
| 2014–2015                       | 1 122 588  | 3 799 970          | 6 892 757        | 62 000               | 131 269      | 2 546 577                   | 848 469                      | 1 358 205       | 2 614 478           | 4 981 636            | AAA                       |
| 2013–2014                       | 1 093 880  | 3 803 006          | 5 955 899        | 589 000              | 446 269      | 2 470 056                   | 1 017 188                    | 1 326 403       | 2 520 964           | 4 834 932            | AAA                       |
| 2012–2013                       | 1 073 107  | 3 804 817          | 4 981 693        | 16 000               | 666 000      | 2 406 254                   | 838 275                      | 1 284 893       | 2 515 869           | 4 575 589            | AAA                       |
| 2 011–2 012                     | 1 053 960  | 3 807 590          | 4 193 541        | 55 000               | 708 000      | 1 897 409                   | 793 790                      | 1 322 161       | 2 821 957           | 4 400 159            | AAA                       |
| 2010–2011                       | 1 041 729  | 4 135 226          | 3 744 627        | 96 000               | 1 006 000    | 1 795 788                   | 1 155 273                    | 1 186 922       | 2 527 799           | 4 202 106            | AA+                       |
| 2009–2010                       | 1 025 638  | 4 140 482          | 3 618 953        | 167 705              | 958 000      | 1 890 848                   | 881 424                      | 1 084 001       | 1 910 624           | 3 934 231            | AA+                       |
| 2008–2009                       | 1 010 218  | 4 145 286          | 3 390 175        | 1 969 933            | 1 215 000    | 1 844 226                   | 591 930                      | 1 108 628       | 4 612 408           | 3 976 241            | AA+                       |
| 2007–2008                       | 996 130    | 6 824 323          | 3 172 903        | 1 282 869            | 1 528 934    | 1 938 258                   | 673 641                      | 995 995         | 2 325 116           | 3 504 333            | AA                        |
| 2006–2007                       | 991 260    | 7 244 938          | 3 398 647        | 397 794              | 887 500      | 1 668 538                   | 1 067 459                    | 1 079 794       | 1 694 252           | 3 202 965            | AA                        |
| 2005–2006                       | 994 996    | 7 197 223          | 3 444 783        | 539 466              | 887 500      | 1 447 905                   | 918 279                      | 1 112 350       | 1 721 100           | 2 990 625            | AA                        |
| 2004–2005                       | 997 263    | 7 545 574          | 3 319 737        | 765 117              | 748 500      | 1 329 081                   | 638 968                      | 985 079         | 1 474 191           | 2 773 961            | AA-                       |
| 2003–2004                       | 995 848    | 8 031 637          | 3 171 093        | −210 017             | 366 000      | 1 245 763                   | 682 052                      | 854 480         | 1 140 962           | 2 515 823            | AA-                       |
| 2002–2003                       | 997 805    | 7 821 426          | 3 084 579        | 82 860               | 577 000      | 1 429 757                   | 557 360                      | 813 932         | 1 243 649           | 2 342 835            | A+                        |
| 2001–2002                       | 1 001 643  | 7 561 899          | 3 166 992        | −278 902             | 495 000      | 1 196 410                   | 507 542                      | 770 984         | 903 044             | 2 199 723            | A+                        |
| Fonte: Governo de Saskatchewan. |            |                    |                  |                      |              |                             |                              |                 |                     |                      |                           |

Os dados tabulados abrangem cada ano fiscal (por exemplo, 2015-2016 abrange 1 de abril de 2015 a 31 de março de 2016).
1 Esses valores refletem a população estimada no início do ano fiscal.
2 Estes valores refletem a dívida do Fundo Geral de Receitas somente no final do ano fiscal.
3 Esses valores refletem a dívida combinada das três principais empresas de serviços governamentais (Crown Corporation) no final do ano fiscal. Em 31 de março de 2016, a SaskPower, a SaskEnergy e a SaskTel representavam 88,4% da dívida da coroa.
4 A taxa mais alta de imposto de renda corporativa provincial foi reduzida de 17% para 14% em 1 de julho de 2006. Ela foi reduzida para 13% em 1 de julho de 2007 e, finalmente, para 12% em 1 de julho de 2008. O imposto sobre o capital foi reduzido de 0,6% para 0,3% em 1 de julho de 2006, para 0,15% em 1 de julho de 2007, e abolido completamente em 1 de julho de 2008. Estes valores exibidos foram obtidos adicionando o imposto de renda corporativo para cada ano com o imposto sobre o capital social.
5 A taxa do Imposto Provincial sobre Vendas (PST) foi reduzida de 7% para 5% em 28 de outubro de 2006.
6 Esses valores são a avaliação de crédito da Standard & Poor's no final do ano fiscal.

## Política
Saskatchewan tem a mesma forma de governo que as outras províncias canadenses com um tenente-governador (que é o representante da Rainha em Direito de Saskatchewan), primeiro-ministro e uma legislatura unicameral.

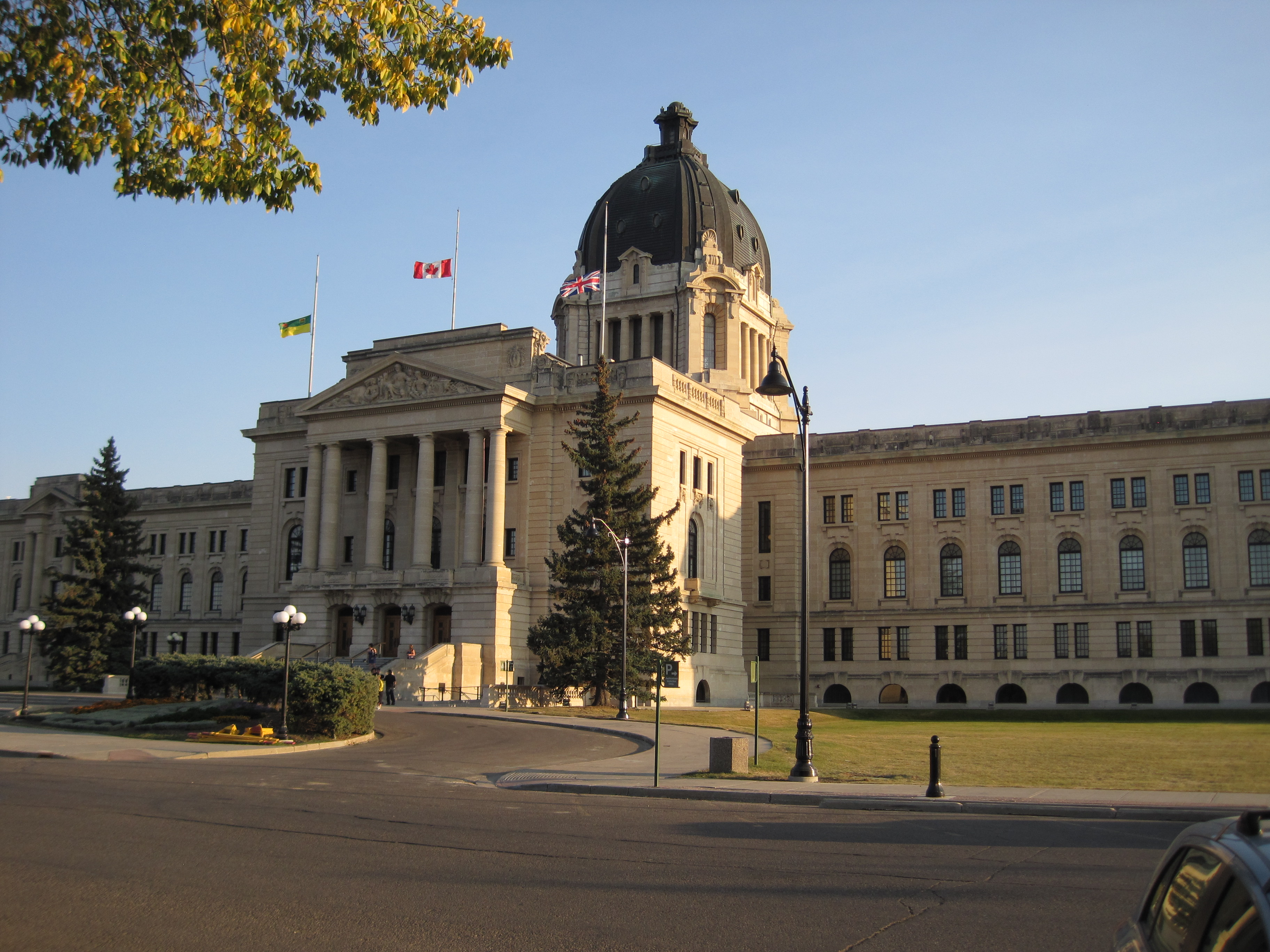
Assembleia Legislativa de Saskatchewan.

Por muitos anos, Saskatchewan foi uma das províncias mais progressistas do Canadá, refletindo muitos dos sentimentos de alienação de seus cidadãos em relação aos interesses do grande capital. Em 1944, Tommy Douglas tornou-se premier do primeiro governo regional socialista da América do Norte. A maioria de seus Membros da Assembléia Legislativa (MLAs) representava os distritos rurais e de cidades pequena. Sob o governo da Federação Cooperativa da Commonwealth, Saskatchewan tornou-se a primeira província a ter o Medicare. Em 1961, Douglas deixou a política provincial para se tornar o primeiro líder do Partido Novo Democrático federal.
A política provincial em Saskatchewan é dominada pelo partido social-democrata (Saskatchewan New Democratic Party) e pelo partido de centro-direita Partido de Saskatchewan, que detém a maioria na Assembleia Legislativa de Saskatchewan desde 2007. O atual primeiro-ministro de Saskatchewan é Scott Moe, que assumiu o poder e a liderança do Partido Saskatchewan em 2018 após a renúncia do ex premier Brad Wall. Inúmeros pequenos partidos políticos também dirigem candidatos nas eleições provinciais, incluindo o Partido Verde de Saskatchewan, o Partido Liberal de Saskatchewan e o Partido Conservador Progressivo de Saskatchewan, mas nenhum está atualmente representado na Assembleia Legislativa, conservadores e liberais federais geralmente favorecem o Partido de Saskatchewan nas eleições provinciais.
Eleições federais recentes em Saskatchewan foram dominadas pelo Partido Conservador do Canadá. Na eleição federal de 2015, os conservadores conquistaram dez dos quatorze assentos da província, seguidos pelo Novo Partido Democrata, com três, e o Partido Liberal do Canadá, por um.
Nenhum primeiro-ministro que o Canadá já teve nasceu em Saskatchewan, mas dois (William Lyon Mackenzie King e John Diefenbaker) representaram a província na Câmara dos Comuns do Canadá durante seu mandato como chefe de governo.

## Educação

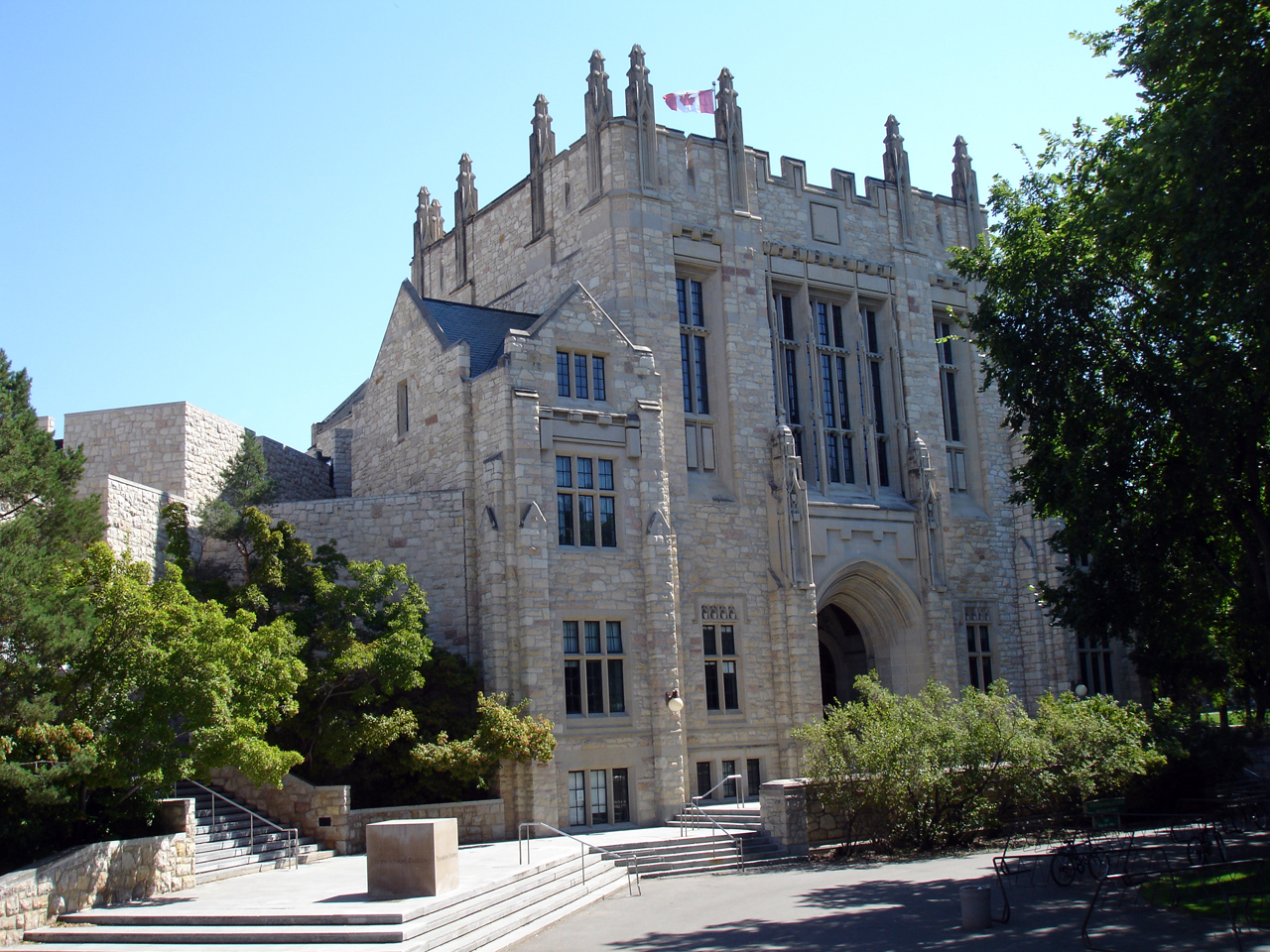
Entrada do principal campus da Universidade de Saskatchewan.

A educação em Saskatchewan, ensina um currículo de aprendizado estabelecido pelo governo de Saskatchewan através do Ministério da Educação. O currículo se propõe a desenvolver habilidades, conhecimento e compreensão para melhorar a qualidade de vida na província. Em 22 de junho de 1915, Walter Scott, primeiro-ministro e Ministro da Educação, definiu para seu mandato o objetivo de obter para os filhos de Saskatchewan uma educação melhor e uma educação de maior serviço e utilidade para atender às condições da indústria principal na província, que era a agricultura. A educação facilita a socialização cultural e regional de um indivíduo através da realização de seu potencial próprio e talentos latentes. Historicamente, a região de Saskatchewan precisava de colonos bem-sucedidos, de modo que o foco era desenvolver uma linguagem unificada para o comércio econômico bem-sucedido e a compreensão agrícola para o desenvolvimento de bens, gado e culturas comerciais para o comercializar. Depois dos avanços mecanizados após a Revolução Industrial e a Segunda Guerra Mundial, o principal setor da agricultura não era mais tão intensivo em mão-de-obra. Os indivíduos começaram a ficar focados em indústrias secundárias, como manufatura e construção, bem como empregos terciários, como transporte, comércio, finanças e serviços. As escolas tornaram-se tecnologicamente mais avançadas e adaptadas para fornecer recursos para essa crescente demanda e mudança de foco. A educação em Saskatchewan é geralmente dividida em elementar (escola primária, escola pública), seguida por secundária (ensino médio) e pós-secundária (universidade, faculdade). Dentro da província, no Ministério da Educação, existem conselhos escolares distritais que administram os programas educacionais.

### Universidades

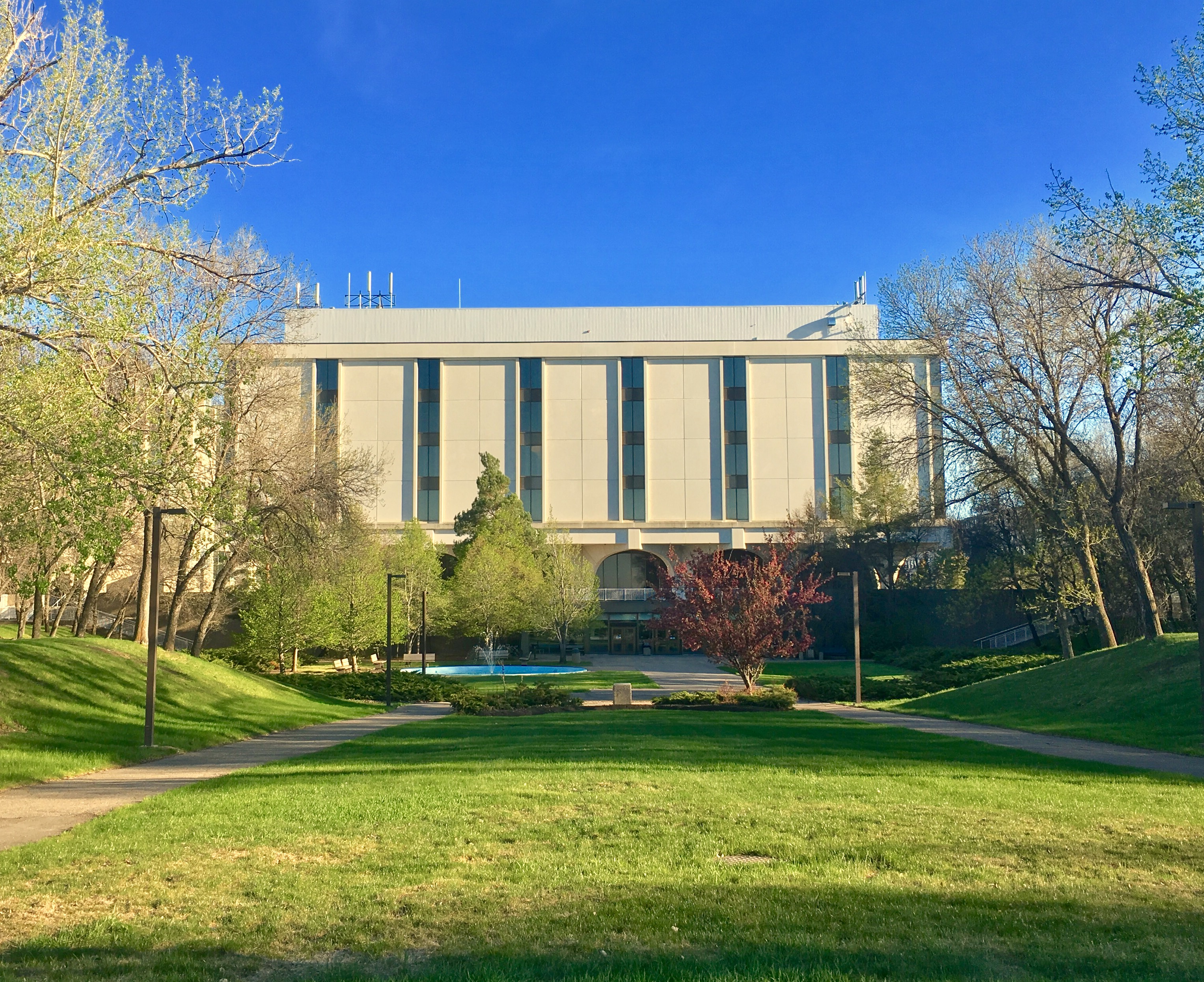
Biblioteca da Universidade de Regina.

Existem três universidades em Saskatchewan. O governo de Saskatchewan deve estabelecer estatutos individualmente para universidades que concedem graus; esses estatutos descrevem a autoridade de cada instituição, seus regulamentos e estatutos. A Universidade das Primeiras Nações do Canadá e a Universidade de Regina estão ambas localizadas em Regina, a capital da província, e a Universidade de Saskatchewan fica localizada em Saskatoon, a maior cidade de Saskatchewan. A Universidade de Saskatchewan é a universidade mais antiga da província, fundada em 1907, e a Universidade das Primeiras Nações do Canadá é a mais nova, fundada em 1976. A Universidade de Saskatchewan é também a maior universidade da província, com 18 620 estudantes e Universidade das Primeiras Nações do Canadá (FNUC) é a menor, com 840 alunos. A FNUC é a única universidade canadense que atende às necessidades dos alunos indígenas das Primeiras Nações. Foi originalmente chamada de Federação de Nações Indígenas de Saskatchewan e, uma vez formada, entrou em um acordo com a Universidade de Regina para criar o Saskatchewan Indian Federated College (SIFC). Este acordo permitiu que a FNUC se tornasse uma universidade administrada de forma independente que servisse os estudantes das Primeiras Nações. A Universidade das Primeiras Nações do Canadá é a única universidade da província que não oferece programas de graduação para seus alunos, essa parte fica por conta da Universidade de Regina.

## Transportes

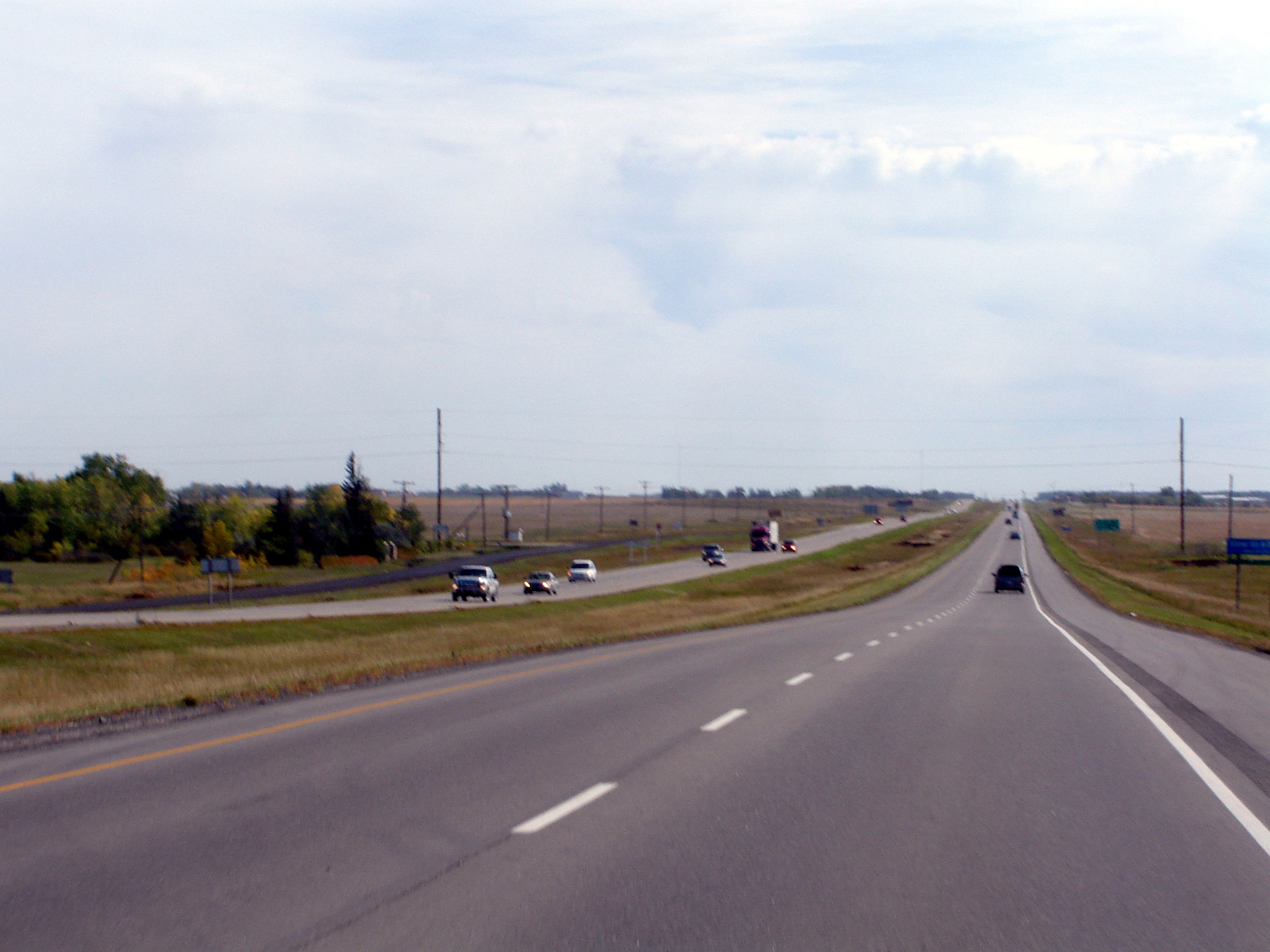
Trans Canada 1

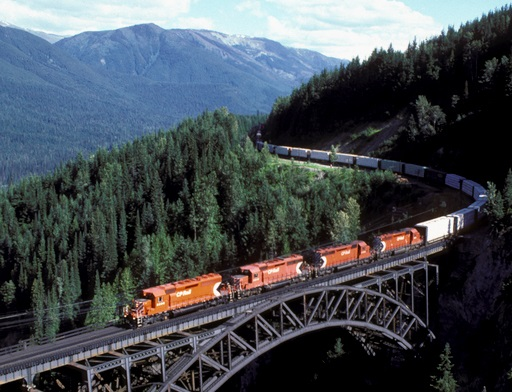
Trem da Canadian Pacific Railway indo para leste.

O transporte em Saskatchewan inclui um sistema de infraestrutura de estradas, rodovias, aeroportos, balsas, oleodutos, trilhas, hidrovias e sistemas ferroviários que atendem uma população de aproximadamente 1 003 299 habitantes (estimativas de 2007) o ano todo. É financiado principalmente com fundos do governo local e federal. O Departamento de Rodovias e Transportes de Saskatchewan estima que 80% do tráfego seja transportado no sistema principal de estradas, com cerca de 5 031 quilômetros.
O Ministério de Rodovias e Infraestrutura opera mais de 26 000 quilômetros de estradas e rodovias divididas. Existem também estradas municipais que compreendem diferentes superfícies. Os pavimentos de concreto asfáltico compreendem quase 9 000 quilômetros, o pavimento granular quase 5 000 quilômetros, TMS de superfície não estrutural ou de membrana fina está perto de 7 000 quilômetros e estradas de cascalho formam mais de 5 600 quilômetros através da província. No setor norte, as estradas de gelo que só podem ser usadas nos meses de inverno compreendem outros 150 quilômetros de viagem.
Saskatchewan tem mais de 250 000 quilômetros de estradas e rodovias, o maior comprimento de superfície da estrada de qualquer província canadense. As principais rodovias em Saskatchewan são a via expressa Trans Canada, a Rodovia Yellowhead no norte do Canadá, a Trilha Louis Riel, a Rodovia CanAm, a Trilha Red Coat, a rota Northern Waters and Water e a rota Saskota Travel.
A primeira ferrovia transcontinental canadense foi construída pela Canadian Pacific Railway (CPR) entre 1881 e 1885. Depois que a grande ferrovia transcontinental leste-oeste foi construída, linhas conectoras norte-sul foram estabelecidas. A década de 1920 assistiu ao maior aumento da linha férrea, uma vez que a CPR e a Canadian National Railway entraram em competição para fornecer serviços ferroviários dentro de dez quilômetros. Na década de 1960, houve pedidos de abandono de linhas. Hoje, os dois únicos serviços ferroviários de passageiros na província são o trem canadense de Winnipeg-Churchill, ambos operados pela Via Rail e The Canadian, que é um serviço transcontinental que liga Toronto a Vancouver.
As principais vias navegáveis de Saskatchewan são as rotas do rio Saskatchewan do Norte e Saskatchewan do Sul. No total, existem 3.050 pontes mantidas pelo Departamento de Rodovias em Saskatchewan. Há atualmente doze serviços de balsa operando na província, todos sob a jurisdição do Departamento de Rodovias.

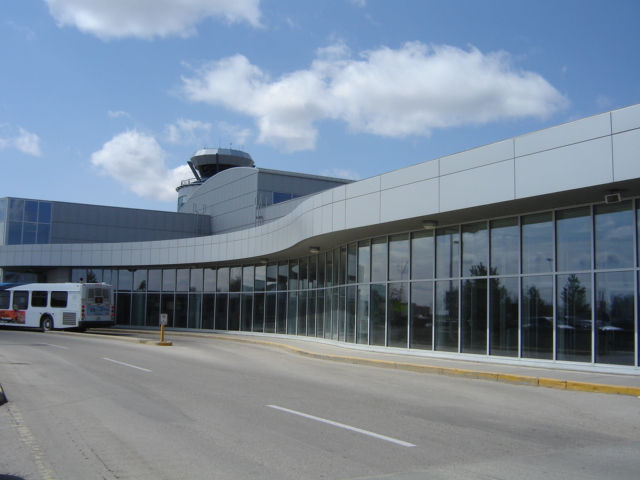
Aeroporto de Saskatoon.

O Aeroporto de Saskatoon (YXE) foi inicialmente estabelecido como parte do programa de treinamento da Força Aérea Canadense durante a Segunda Guerra Mundial. Foi renomeado o como Aeroporto John G. Diefenbaker na cerimônia oficial, em 23 de junho de 1993. O nome Roland J. Groome Airfield é a designação oficial do Aeroporto Internacional de Regina (YQR) a partir de 3 de agosto de 2005, o aeroporto foi estabelecido em 1930.
As companhias aéreas que oferecem serviço em Saskatchewan são a Air Canada, a WestJet Airlines, a United Airlines, a Delta Air Lines, a Transwest Air, a Sunwing Airlines, a Norcanair Airlines, a La Ronge Aviation Services Ltd, a La Loche Airways, a Buffalo Narrows Airways Ltd, a Île-à-la-Crosse Airways Ltd,, Voyage Air, Pronto Airways, Venture Air Ltd, Pelican Narrows Air Service, Jackson Air Services Ltd e Northern Dene Airways Ltd.
O Governo do Canadá concordou em contribuir com $ 20 milhões para duas novas estações em Saskatoon. Isso faz parte da Iniciativa do Portal e Corredor da Ásia-Pacífico para melhorar o acesso ao terminal de transporte intermodal da Canadian National Railway, aumentando assim o comércio na Ásia-Pacífico. Além disso, o Governo do Canadá contribuirá com $ 27 milhões para a Regina construir uma instalação intermodal da Canadian Pacific Railway e melhorar o transporte de infraestrutura para as instalações das redes rodoviárias nacionais.